# دينيس موراي
دينيس موراي (بالإنجليزية: Denis Murray)‏ هو صحفي بريطاني، ولد في 7 مايو 1951.